# 三沢直人
三沢 直人（みさわ なおと、1995年7月7日 - ）は、埼玉県坂戸市出身のプロサッカー選手。Jリーグ・ レノファ山口FC所属。ポジションは、ミッドフィールダー（MF）。

## 来歴

### プロ入り前
小学生低学年の頃より、その類稀なるテクニックにより将来を嘱望される選手であった。当時は隣町のFC鶴ヶ島に所属する関根貴大選手をはるかにしのぐ選手として評価されており、小学校4年生の時(千代田FC時代)には飛び級により６年生のチームに抜擢され埼玉県大会に出場し活躍している。また、同時期に坂戸市内では新井栄聡が別チームに在籍しており後に西武台高校でチームメートとなる。
千代田中学校.カムイJYでは1年生の初めよりゲームメーカーとしてチームを支え関東大会に出場し天才の名をほしいままにする。西武台高校では下級生時から中盤の一角を担ってプレーメーカーとして活躍。J2クラブからも注目されたが、コーチの「J2なら行かないだろう？」という判断により高校卒業後は専修大学へ進学した。

### プロ入り後
2018年より、Y.S.C.C.横浜へ加入。
2019年、ガイナーレ鳥取に完全移籍。2020年にはリーグ全34試合に先発出場、2年通算14得点を挙げた。
2021年、京都サンガF.C.に完全移籍。
2024年、ヴァンフォーレ甲府に完全移籍。
2025年、レノファ山口FCに完全移籍。

## 所属クラブ
- 2002年 - 2008年千代田FC
- 2008年 - 2010年カムイジュニアユース
- 2011年 - 2013年 西武台高等学校
- 2014年 - 2017年専修大学
- 2018年  Y.S.C.C.横浜
- 2019年 - 2020年  ガイナーレ鳥取
- 2021年 - 2023年  京都サンガF.C.
- 2024年  ヴァンフォーレ甲府
- 2025年 -   レノファ山口FC

## 個人成績
| 国内大会個人成績 | 国内大会個人成績 | 国内大会個人成績 | 国内大会個人成績 | 国内大会個人成績 | 国内大会個人成績 | 国内大会個人成績 | 国内大会個人成績 | 国内大会個人成績 | 国内大会個人成績 | 国内大会個人成績 | 国内大会個人成績 |
| 年度             | クラブ           | 背番号           | リーグ           | リーグ戦         | リーグ戦         | リーグ杯         | リーグ杯         | オープン杯       | オープン杯       | 期間通算         | 期間通算         |
| 年度             | クラブ           | 背番号           | リーグ           | 出場             | 得点             | 出場             | 得点             | 出場             | 得点             | 出場             | 得点             |
| 日本             | 日本             | 日本             | 日本             | リーグ戦         | リーグ戦         | リーグ杯         | リーグ杯         | 天皇杯           | 天皇杯           | 期間通算         | 期間通算         |
| ---------------- | ---------------- | ---------------- | ---------------- | ---------------- | ---------------- | ---------------- | ---------------- | ---------------- | ---------------- | ---------------- | ---------------- |
| 2018             | YS横浜           | 23               | J3               | 25               | 7                | -                | -                | 2                | 0                | 27               | 7                |
| 2019             | 鳥取             | 8                | J3               | 27               | 7                | -                | -                | 1                | 0                | 28               | 7                |
| 2020             | 鳥取             | 8                | J3               | 34               | 7                | -                | -                | -                | -                | 34               | 7                |
| 2021             | 京都             | 33               | J2               | 38               | 4                | -                | -                | 3                | 0                | 41               | 4                |
| 2022             | 京都             | 33               | J1               | 1                | 0                | 0                | 0                | 1                | 0                | 2                | 0                |
| 2023             | 京都             | 33               | J1               | 7                | 0                | 4                | 0                | 0                | 0                | 11               | 0                |
| 2024             | 甲府             | 18               | J2               | 18               | 0                | 2                | 0                | 2                | 1                | 22               | 1                |
| 2025             | 山口             | 7                | J2               |                  |                  |                  |                  |                  |                  |                  |                  |
| 通算             | 日本             | 日本             | J1               | 8                | 0                | 4                | 0                | 1                | 0                | 13               | 0                |
| 通算             | 日本             | 日本             | J2               | 56               | 4                | 2                | 0                | 5                | 1                | 63               | 5                |
| 通算             | 日本             | 日本             | J3               | 86               | 21               | -                | -                | 3                | 0                | 89               | 21               |
| 総通算           | 総通算           | 総通算           | 総通算           | 150              | 25               | 6                | 0                | 9                | 1                | 161              | 26               |

出場歴
- Jリーグ初出場 - 2018年3月9日 J3第1節 vsSC相模原（ニッパツ三ツ沢球技場）
- Jリーグ初得点 - 2018年3月16日 J3第2節 vsFC東京U-23（ニッパツ三ツ沢球技場）